# Abdelaziz Lasram
Abdelaziz Lasram (arabe : عبد العزيز الأصرم) ou Azouz Lasram, né le 25 mars 1928 à Tunis et mort le 31 janvier 2017 à Tunis, est un homme politique et une personnalité du football national tunisien.

## Famille et formation
Il naît dans une famille de la grande notabilité tunisoise. Du côté paternel, il est le fils de Chedly Lasram, fonctionnaire et propriétaire terrien qui descend d'une dynastie de secrétaires de chancellerie et de ministres de la Plume actifs aux XVIIIe et XIXe siècles. Du côté maternel, il est le fils de Safia et petit-fils de Mohamed Tahar Ben Achour, appartenant à une famille illustre qui a donné des intellectuels et savants religieux.
Joueur de football dans les catégories jeunes du Club africain, il suit des études de droit à Paris, où il obtient une licence, puis étudie durant deux ans à l'École nationale d'administration.

## Carrière
Il poursuit ensuite une carrière au sein des ministères des Affaires étrangères, des Finances et du Plan. En 1974, il est nommé ministre de l'Économie nationale, poste qu'il occupe jusqu'en 1977.
En parallèle, il s'engage au sein du Club africain. Appartenant à ses bureaux, il en prend la tête à deux reprises, en 1964-1966 et 1971-1977. Sous sa présidence, l'équipe de football remporte trois fois le championnat, quatre fois la coupe de Tunisie, la coupe du Maghreb des vainqueurs de coupe en 1971 et trois fois la coupe du Maghreb des clubs champions entre 1974 et 1976.

## Décorations
- Grand officier de l'ordre national du Mérite (Tunis, 2012)[4].